# Pierre Hubermont
Pierre Hubermont, de son vrai nom Joseph Jumeau, né à Wihéries le 25 avril 1903 et mort à Jette en 1989, est un écrivain prolétarien et journaliste belge ainsi qu'un militant wallon.

## Biographie
Né dans un village agricole où les revenus du travail de la terre sont insuffisants, situé à proximité du bassin houiller borain, il est le petit-fils et le fils d’ouvriers mineurs socialistes. Son père François-Nicolas Jumeau fonde en 1901 la section locale de la fédération syndicale du Borinage. Il sera ensuite élu conseiller communal en 1908, puis nommé bourgmestre de son village en 1921. Son frère aîné François-Alexis (né en 1901) est un dirigeant actif des Jeunes Gardes Socialistes (JGS) dont il fut le président national au début des années 1930.
Pierre Hubermont a la possibilité de suivre les cours de l’école moyenne jusqu’à l’âge de quinze ans. Par la suite, tout en suivant les cours du soir de sténographie, il travaille deux années en tant que manœuvre et aide-maçon.
Très jeune, il adhère au Parti ouvrier belge. En 1920, il publie un premier conte dans L’Avenir du Borinage, le journal régional du parti. Peu de temps plus tard, il y entre en qualité de rédacteur, il y restera trois ans avant de devenir journaliste au journal Le Peuple.
En 1923, il publie son premier recueil poétique.
Il fréquente Charles Plisnier et les écrivains prolétariens belges, le mineur Constant Malva, le poète-paysan Francis André, l’instituteur Albert Ayguesparse et le journaliste communiste, fils de cheminot Augustin Habaru. Ils fondent ensemble la revue Tentatives (1928-1929), dans laquelle ils publient le « Manifeste de l’équipe belge des écrivains prolétariens de langue française », puis, avec Albert Ayguesparse, Prospections (1929-1931) et Esprit du temps (1933).
En 1930 paraît un roman salué par la critique, Treize hommes dans la mine, récit d’un éboulement, drame des charbonnages, ou les hommes toutes classes confondues, sont les perdants, impuissants fasse aux éléments. Il sera traduit dans plusieurs langues.
En fin d’année, il se rend à Moscou et participe à une conférence internationale d’écrivains prolétariens et révolutionnaires (Congrès de Kharkov). Il est question d’une adaptation cinématographique de son roman Treize hommes dans la mine sous le titre : « Au fond de la veine 6 » ; il refusera finalement de signer en raison des modifications que l’on veut apporter au texte. La presse collaborationniste écrira plus tard  qu’on avait voulu faire de l’ouvrage un « instrument de propagande communiste » et qu’il revint d’Union Soviétique « profondément bouleversé, car il lui avait été donné de voir dans quel dénuement atroce, tant matériel que moral, on laissait le malheureux peuple russe. »
Pierre Hubermont reçoit le Prix du Hainaut 1935 pour l'ensemble de son œuvre.

### La collaboration
Pierre Hubermont refuse de signer le manifeste des treize intellectuels pour la neutralité et contre la guerre. En 1940 il quitte Le Peuple pour divergences d’opinion. Mobilisé, il apprend à son retour en août, après les combats de la campagne des dix-huit jours, la fin des activités du P.O.B. proclamée par son président Henri De Man. Influencé par ce dernier, théoricien du néo-socialisme, ainsi que par Robert Poulet il est séduit par l'Ordre nouveau et rejoint les rangs de la collaboration intellectuelle. Il dirige un journal collaborationniste intitulé Wallonie et préside la « Communauté culturelle wallonne » créée et subventionnée par l'occupant allemand. Il collabore au Nouveau journal de Robert Poulet, à Voilà et à La Légia dont il est directeur politique, quotidiens édités sous contrôle allemand ainsi qu'à Radio-Bruxelles. Il y défend une Wallonie rattachée à la race germanique.
Arrêté en septembre 1944, il est condamné à la détention perpétuelle par le Conseil de guerre de Liège en novembre 1945, peine ramenée ensuite à seize années de prison. Il est finalement libéré à la fin de l’année 1950.
Sa condamnation ne met cependant pas fin définitivement à son activité publique et littéraire.

### Pourquoi la collaboration?
Les explications de la conduite de Pierre Hubermont ne sont pas différentes de celles que l'on a données du comportement d'un autre écrivain prolétarien Constant Malva (même si celui-ci ne s'est engagé que bien plus faiblement : il fut payé comme concierge d'un  local du syndicat créé par Henri De Man après 1940, l'Union des travailleurs manuels et intellectuels (U.T.M.I.). Voici ce qu'en dit Paul Delforge : 
«  Soutenu jusqu'en 1944 par la Propaganda abteilung, désavoué par l'ensemble du Mouvement wallon, Hubermont ne paraît pas conscient de ses choix politiques. D'aucuns expliquent d'ailleurs son orientation par une forme de dépit dont il aurait eu à souffrir dans l'entre-deux-guerres et que la sollicitude "allemande" aurait dissipé. »
L'Encyclopédie du Mouvement wallon signale que Pierre Hubermont contribuera après la Grève générale de l'hiver 1960-1961 au journal Combat du Mouvement populaire wallon créé après ce mouvement social important et cela sous le pseudonyme de René Lapierre. Il avait créé dans cette publication une chronique hebdomadaire intitulée Vérité de Granit où il développe l'idée d'une Wallonie terre d'accueil, surtout aux Flamands qui ne lui rendent pas , réfutant toute "xénophobie" wallonne.

## Œuvres de Pierre Hubermont
- Synthèse poétique d’un rêve 1923
- La Terre assassinée 1928
- Les Cordonniers 1929
- Treize Hommes dans la mine 1930
- Hardi ! Montarchain 1932
- Du côté des anges 1934 réédité la même année sous le titre Marie des Pauvres
- L’Arbre creux 1938
- J’étais à Katyn, témoignage oculaire 1943